# Заозерний (Казахстан)
Заозе́рний (каз. Заозерный) — село у складі Павлодарського району Павлодарської області Казахстану. Входить до складу Шакатського сільського округу.
Населення — 174 особи (2021; 184 у 2009, 249 у 1999, 338 у 1989).
Національний склад станом на 1989 рік:
- казахи — 100 %

У радянські часи було частиною села Шакат.